# Dekanat słucki
Dekanat słucki – jeden z siedmiu dekanatów wchodzących w skład eparchii słuckiej Egzarchatu Białoruskiego Patriarchatu Moskiewskiego.

## Parafie w dekanacie
- Parafia Opieki Matki Bożej w Błotczycach
  - Cerkiew Opieki Matki Bożej w Błotczycach
- Parafia św. Szymona Słupnika w Broku
  - Cerkiew św. Szymona Słupnika w Broku
- Parafia Świętych Zofii i Gabriela Słuckich w Gacku
  - Cerkiew Świętych Zofii i Gabriela Słuckich w Gacku
- Parafia Przemienienia Pańskiego w Gołczyczach
  - Cerkiew Przemienienia Pańskiego w Gołczyczach
- Parafia Narodzenia Najświętszej Maryi Panny w Grzasku
  - Cerkiew Narodzenia Najświętszej Maryi Panny w Grzasku
- Parafia św. Jana Teologa w Kirowie
  - Cerkiew św. Jana Teologa w Kirowie
- Parafia św. Mikołaja Cudotwórcy w Lędnie
  - Cerkiew św. Mikołaja Cudotwórcy w Lędnie
- Parafia św. Mikołaja Cudotwórcy w Łucznikach
  - Cerkiew św. Mikołaja Cudotwórcy w Łucznikach
- Parafia św. Bonifacego w Pawłówce
  - Cerkiew św. Bonifacego w Pawłówce
- Parafia Opieki Matki Bożej w Sierzągach
  - Cerkiew Opieki Matki Bożej w Sierzągach
- Parafia św. Aleksandra Newskiego w Słucku
  - Cerkiew św. Aleksandra Newskiego w Słucku
- Parafia Świętych Kosmy i Damiana w Słucku
  - Cerkiew Świętych Kosmy i Damiana w Słucku
- Parafia św. Michała Archanioła w Słucku
  - Sobór św. Michała Archanioła w Słucku
- Parafia św. Mikołaja Cudotwórcy w Słucku
  - Cerkiew św. Mikołaja Cudotwórcy w Słucku
- Parafia Ikony Matki Bożej „Uzdrowicielka” w Słucku
  - Cerkiew Ikony Matki Bożej „Uzdrowicielka” w Słucku
- Parafia Świętych Wiary, Nadziei, Miłości i ich matki Zofii w Słucku
  - Cerkiew Świętych Wiary, Nadziei, Miłości i ich matki Zofii w Słucku
- Parafia św. Mikołaja Cudotwórcy w Srogach
  - Cerkiew św. Mikołaja Cudotwórcy w Srogach
- Parafia św. Jerzego Zwycięzcy w Wiatce
  - Cerkiew św. Jerzego Zwycięzcy w Wiatce
- Parafia Opieki Matki Bożej w Wiesiei
  - Cerkiew Opieki Matki Bożej w Wiesiei
- Parafia św. Zofii Słuckiej w Wieżach
  - Cerkiew św. Zofii Słuckiej w Wieżach

## Galeria

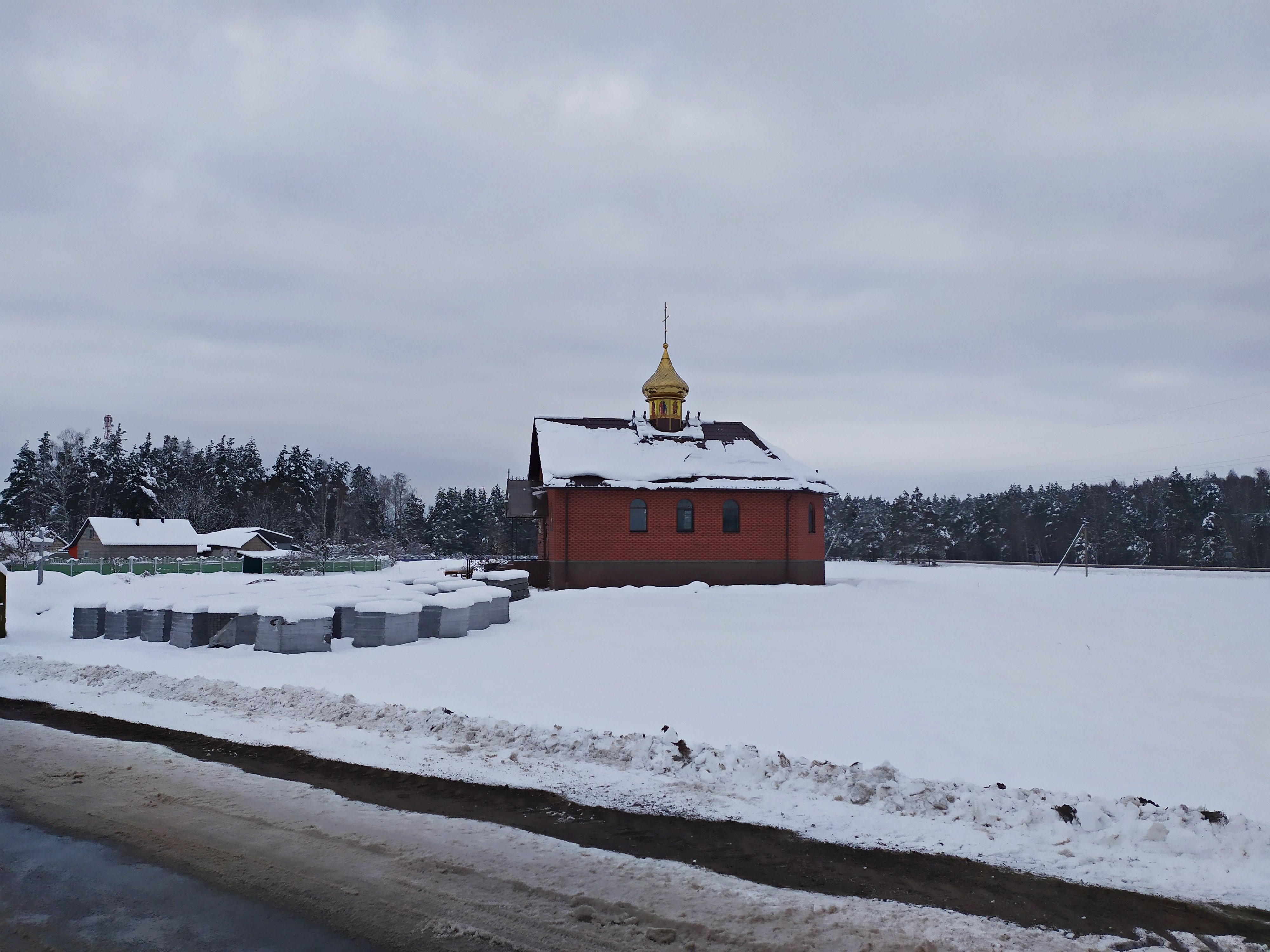
Cerkiew św. Zofii i św. Gabriela Słuckich w Gacku
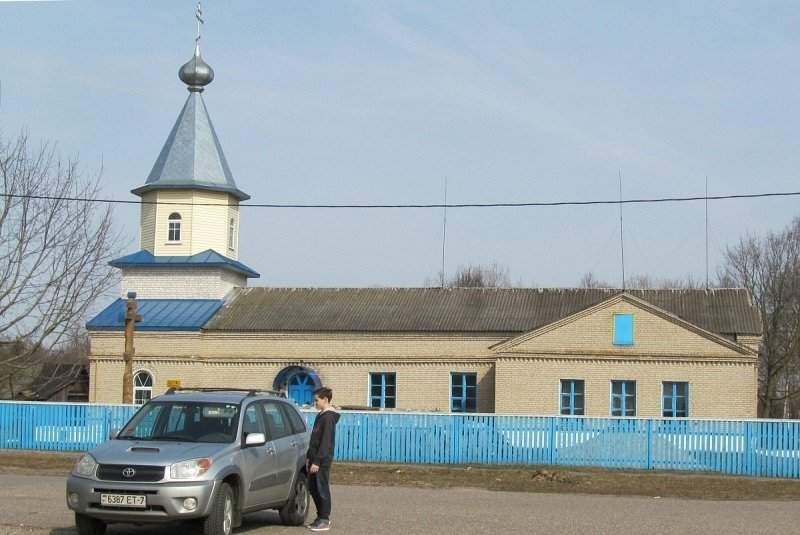
Cerkiew Narodzenia Najświętszej Maryi Panny w Grzasku
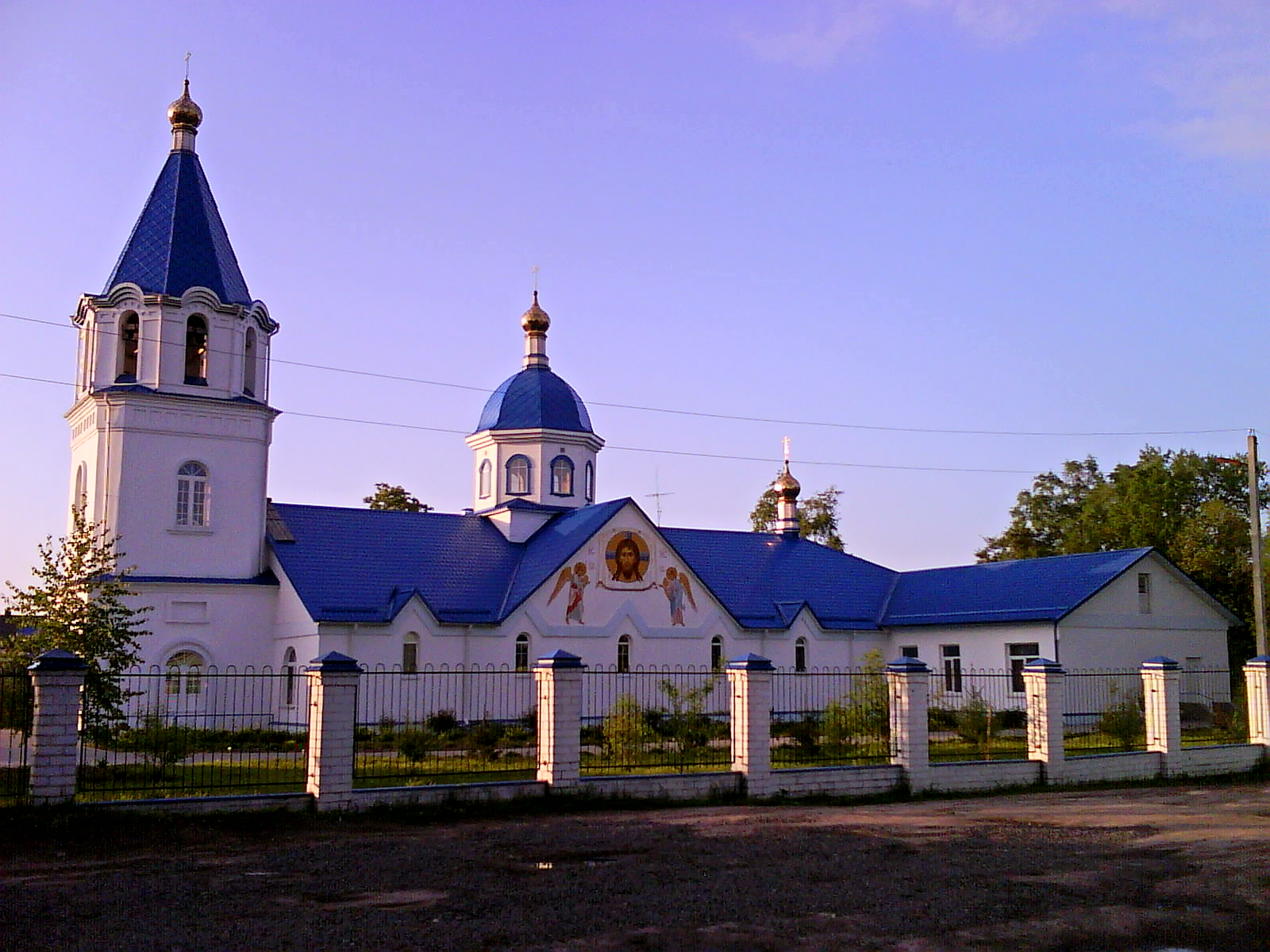
Cerkiew Świętych Kosmy i Damiana w Słucku
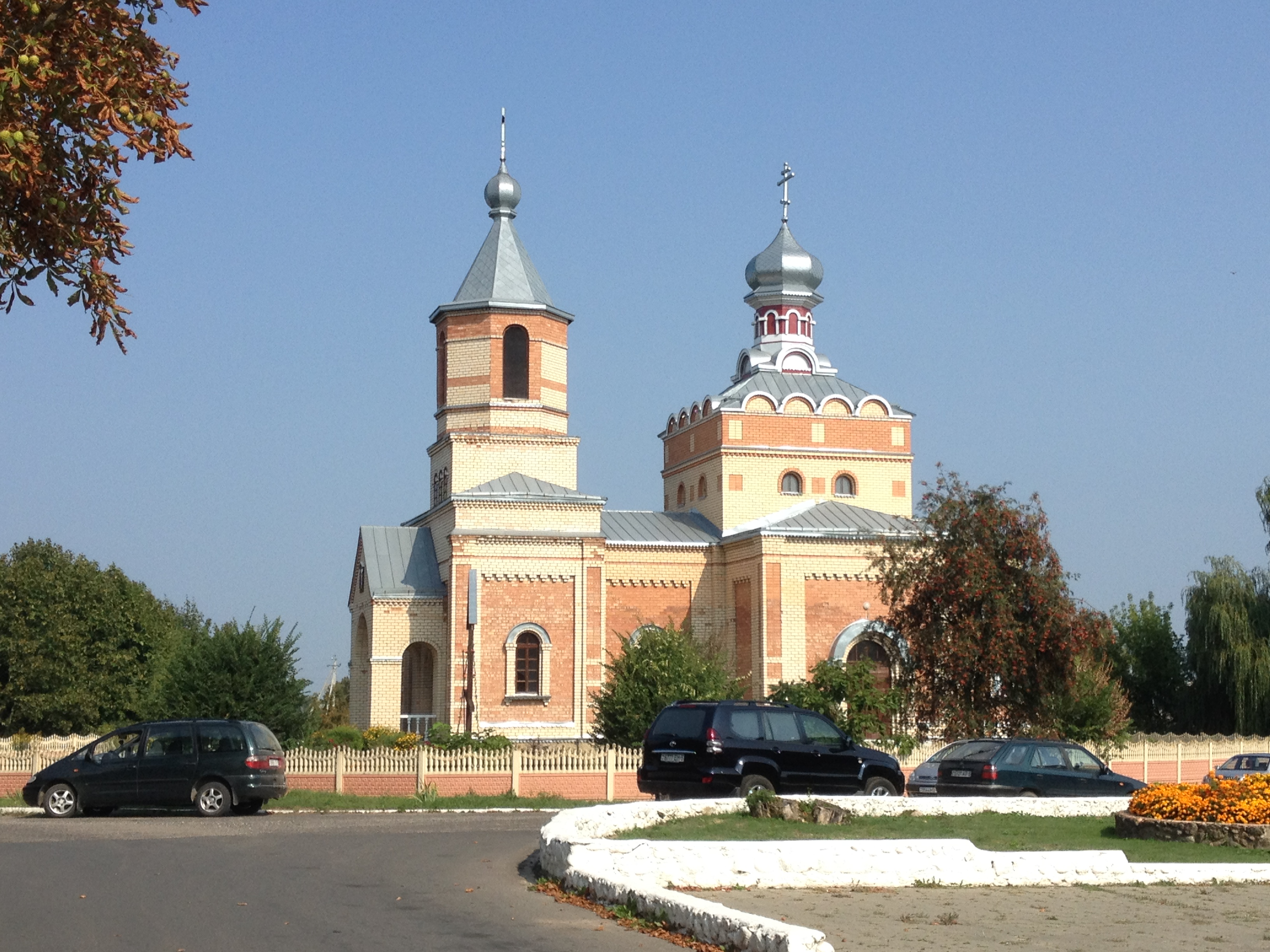
Cerkiew Opieki Matki Bożej w Wiesiei

## Monastery
- Monaster św. Zofii Słuckiej w Słucku (żeński)